# کریستیان راب
کریستیان راب (مجاری: Krisztián Rabb؛ زادهٔ ۱۰ نوامبر ۲۰۰۱) شمشیرباز اهل مجارستان است.
از باشگاه‌هایی که در آن بازی کرده است می‌توان به باشگاه ورزشی واشاش اشاره کرد.